# Espaon
Espaon település Franciaországban, Gers megyében. Lakosainak száma 186 fő (2022. január 1.). Espaon Sauveterre, Mirambeau, Cadeillan, Garravet, Lombez és Montadet községekkel határos.

## Népesség
A település népességének változása:
| Lakosok száma | 189  | 167  | 161  | 189  | 184  | 186  | 190  | 187  | 186  | 186  |
|               | 1968 | 1982 | 1990 | 2006 | 2013 | 2015 | 2017 | 2019 | 2020 | 2022 |